# Wa-10
Wa-10 — тральщик Імперського флоту Японії, який взяв участь у Другій світовій війні.
Корабель, який належав до допоміжних тральщиків типу Wa-1, спорудили у 1942 році на верфі компанії Sanoyasu Dock.
З грудня 1942-го Wa-10 належав до 25-ї спеціальної військово-морської бази, яка відносилась до Другого Південного Експедиційного флоту (відповідав за операції у Індонезії), а з кінця листопада 1943-го до Четвертого Південного Експедиційного флоту (діяв на сході Індонезії, включно із західною частиною Нової Гвінеї). У січні 1943-го тральщик пройшов до Манокварі (північне узбережжя новогвінейського півострова Чендравасіх) та далі півтора року виконував ескортні та протичовнові завдання на сході Індонезії, із рейсами до Соронгу (північно-західне завершення Нової Гвінеї), Амбону, Кау (острів Хальмахера) та інших місць (зокрема, він супроводжував конвой № 2, що в другій половині грудні 1943-го доправив підкріплення для гарнізону Манокварі, а з 24 січня по 1 лютого 1944-го водив до Манокварі "конвой А"). Періодично Wa-10 доводилось виконувати й інші завдання, як-от транспортний рейс 16—17 травня 1943-го до Манокварі.
27 та 28 квітня 1943-го під час супроводу конвою між Каймана (південно-західне узбережжя Нової Гвінеї) та Добо (острови Ару в Арафурському морі) тральщик взяв участь у відбитті двох повітряних нападів. 30 вересня 1943-го Wa-10 знову довелось відбивати атаку авіації.
У серпні 1944-го тральщик пройшов з конвоєм із Сурабаї до Балікпапана (східне узбережжя острова Борнео), після чого його задіяли у операції з порятунку мінного загороджувача «Іцукусіма», який 24 серпня був важко пошкоджений авіацією біля північно-східного завершення острова Целебес (Сулавесі). До середини вересня Wa-10 охороняв «Іцукусіма», який вели на буксирі, а потім рушив до Балікпапану (що стосується «Іцукусіма», то його в середині жовтня під час буксирування між Макассараом та Сурабаєю доб'є підводний човен).
З 18 листопада 1944-го Wa-10 брав участь у проведенні конвою SHIMA-05, що прямував з Сінгапуру до Маніли.
З грудня 1944-го тральщик діяв на північному заході Філіппінського архіпелагу (Маніла, архіпелаг Палаван), а 11 січня 1945-го перебував біля Вігану (північно-західне завершення Лусона), де був виявлений і потоплений американськими есмінцями.